# Franz Kaiser
Franz Heinrich Kaiser (25.4.1891 Wiesbaden, 13.3.1962 Wiesbaden) fue un astrónomo  y meteorólogo alemán.
Trabajó en el observatorio de Heidelberg-Königstuhl desde 1911 hasta 1914 mientras preparaba su doctorado en físicas, el cual obtuvo en 1915. Durante este tiempo, Heidelberg fue un centro importante en el descubrimiento de asteroides dirigido por Max Wolf, y Kaiser descubrió algunos de ellos durante su estancia allí.
En noviembre de 1925 funda en su ciudad natal una sociedad astronómica, la Astronomische Gesellschaft URANIA, la cual dirigiría hasta su muerte.

## Asteroides descubiertos
Kaiser descubrió o codescubrió 21 asteroides.

## Reconocimientos
El asteroide (3183) Franzkaiser fue nombrado en su honor.